# Stroymontazh
La société Stroymontazh (en russe : Корпорация «Строймонтаж») est une société russe de construction et de promotion immobilière fondée en 1994 par Artur Kirilenko et Sergueï Polonsky et liquidée en 2015. 
Ayant son siège à Saint-Pétersbourg (Russie), la société dominait le marché de la construction résidentielle dans cette région, comptant une population de plus de 5 300 000 habitants, et disposait d’un portefeuille de projets à l’étranger, dont un lotissement de 110 000 m2 en périphérie de Paris. 
La société a beaucoup souffert de la crise économique et financière de 2008-2010, et d’un litige avec l’un de ses créanciers, Baltisky Bank. Stroymontazh a été placée en 2010 sous administration judiciaire pour faillite,, et la société a été liquidée en juillet 2015,.
Artur Kirilenko était le principal actionnaire et le PDG de la société. 

## Historique
La société est fondée en 1994 par Artur Kirilenko et Sergueï Polonsky.
 

### Les années 1990
Stroymontazh s’est d’abord spécialisée dans la construction et les travaux de rénovation de propriétés résidentielles déjà construites. Pendant la période de la « crise des paiements » de 1994-1995 en Russie, les promoteurs immobiliers se mettent à utiliser les appartements comme forme de paiement en nature à Stroymontazh pour compenser la pénurie de liquidités. La société devient ainsi experte en commercialisation de propriétés résidentielles et étoffe considérablement son équipe commerciale. Stroymontazh prend en charge en 1996 son premier projet complet, la construction d’un immeuble d’appartements dans la banlieue de Saint-Pétersbourg. De 1995 à 1998, Stroymontazh continue de développer ses compétences en tant qu’entrepreneur principal de projets de construction résidentielle pour les principaux promoteurs immobiliers de Saint-Pétersbourg, pour devenir une société de promotion immobilière à part entière, disposant de son propre portefeuille d’investissements en 1998-1999. En 2000, Stroymontazh est devenue une société. Figurent alors dans son portefeuille des projets concernant l’ensemble des nouvelles zones résidentielles de Saint-Pétersbourg. Elle dispose de son propre cabinet d’architectes et de branches dans le bâtiment et les matériaux de construction.
 

### Le partage de l’entreprise avec Polonsky
Stroymontazh ouvre en 2000 une filiale, dirigée par Sergueï Polonsky, à Moscou, tandis que Kirilenko se consacre aux activités sur Saint-Pétersbourg. En 2002, Polonsky et Kirilenko se partagent l’entreprise, et en 2004, à partir de la filiale de Moscou, Polonsky fonde la société Mirax Group, et quitte par conséquent Stroymontazh. À la suite de la scission de l’entreprise, Artur Kirilenko devient le principal actionnaire de Stroymontazh.
 

### La croissance de l’entreprise dans les années 2000
Stroymontazh connaît après 2000 une croissance exponentielle de ses activités. Si en 1999 Stroymontazh achève et commande six immeubles d’une surface de plancher brute totale de 55 000 m2, la société construit 120 000 m2 à Saint-Pétersbourg et à Moscou en 2002, et 320 000 m2 en 2003, avec vingt projets de construction menés simultanément. La société commercialise 286 000 m2 d’immobilier résidentiel en 2008. Son portefeuille total s’élève alors à 1 500 000 m2. Sa filiale Hermitage SAS travaille sur un projet de construction de 110 000 m2 d’immobilier résidentiel en périphérie de Paris, en France.
 

### Le litige avec Baltisky Bank
Au plus fort de la crise financière et économique, en 2008, alors que le secteur du bâtiment subit une forte pénurie de liquidités, Baltisky Bank, l’un des créanciers de Stroymontazh, augmente à plusieurs reprises le taux d’intérêt de ses prêts en cours, puis réclame leur remboursement immédiat, avant leur échéance. La situation se transforme en 2009 en un conflit ouvert, après que Baltisky Bank ait entamé plusieurs actions en justice contre Stroymontazh visant à saisir les biens de la société pour un prix inférieur à leur valeur de marché. Fin avril 2009, Baltisky Bank lance deux procédures civiles contre le principal actionnaire de Stroymontazh, Artur Kirilenko, qui était caution de la société pour certains de ses emprunts, procédures ensuite abandonnées par la justice. Les poursuites pénales à l’encontre de M. Kirilenko, qui font suite à ce contentieux , ont également été abandonnées en 2011 après que l’enquête n’ait révélé aucun indice d’actes répréhensibles de sa part. 
Stroymontazh initie en 2009 une procédure de cessation de paiements, en affirmant qu’il s’agit d’une « mesure nécessaire » afin de défendre les intérêts des investisseurs privés, en particulier des futurs propriétaires de logements (« dolchtchiki »), contre les actions hostiles de Baltisky Bank. La justice accorde en 2010 à Stroymontazh l’application du droit des faillites, la société est placée sous administration judiciaire et Kirilenko démissionne du poste de PDG de la société. Au moment où démarre cette procédure de cessation de paiements, Stroymontazh a achevé la totalité de ses projets de construction résidentielle, respecté ses engagements à l’égard des investisseurs futurs propriétaires de logements dans le cadre de systèmes de baux avec participation, et restructuré sa dette auprès de tous ses créanciers, Banque de Saint-Pétersbourg, Sberbank, Alfa-Bank, Baltinvestbank, Rosbank, Credit Europa Bank, et autres, à l’exception de la seule Baltisky Bank, qui rejette la proposition de restructuration. L’enquête a montré que toutes les transactions relatives aux actifs de Stroymontazh effectuées avant que la société ne se retrouve sous administration judiciaire étaient financièrement justifiées, « à savoir qu’elles ont, en améliorant sa situation financière, permis à la société de terminer la construction de propriétés résidentielles pour le compte d’investisseurs privés et de rembourser les sommes dues à d’autres créanciers ». L’enquête n’a constaté aucun indice d’activité frauduleuse comme le favoritisme (d’un créancier avantagé pendant la période suspecte), la dissimulation du patrimoine ou un autre acte pénalement répréhensible lié à la procédure de cessation de paiements. Stroymontazh est placée sous administration judiciaire pendant cinq ans, et finalement le 14 juillet 2015 la société est radiée du Registre des Sociétés russe et liquidée. 
 

## Principales réalisations
La société a depuis sa création construit plus de 800 000 m2 d’immobilier résidentiel et de 60 000 m2 d’immobilier commercial, mais elle n’a commandé que 286 m2 de propriété résidentielle en 2008. Figurent parmi ses projets immobiliers les plus importants le complexe résidentiel « Korona », « Zolotie Kloutchi » dans le centre des affaires de Moscou, et le centre d’affaires « Petrovsky Fort » à Saint-Pétersbourg. Sur les neuf premiers mois de 2008, son chiffre d’affaires s’est élevé à 2 100 000 000 de roubles, et son bénéfice à 6,9 millions de roubles. 